# 귀속농지불하
귀속농지 불하(歸屬農地拂下, 영어: disposal of vested farmland)는 해방 후 미군정청이 실시한 일본인 소유의 농지분배를 말한다.

## 개요
미군정은 1946년 2월 21일 미군정법령 제52호로 신한공사를 세우고 과거 동양척식주식회사가 소유한 일체의 재산을 인수하게 했으며 소작료를 3·1제로 정했다.
그러나, 일본인 및 친일파들의 토지몰수와 소작료 3·7제를 주장하면서 토지제도의 전면적 개혁을 바라는 농민들의 열망이 날로 높아지고, 이북지역에 북조선 임시 인민위원회에서 무상몰수, 무상분배 원칙에 의한 토지개혁이 실시되자 미군정도 토지개혁정책을 서두르게 되었다. 1947년 12월 농지개혁법안이 남조선과도입법의원에 상정되었으나, 우익 측 의원들이 출석거부로 회의는 열리지 못하고 법안 역시 심의되지 못했다. 이에 미군정은 전면적 농지개혁은 단독정부 수립 이후로 미루고, 일본인 소유지만의 매각에 착수했다. 
이는 농민들을 무마하고 장차 단독정부의 원만한 수립을 위해서였다. 1948년 3월 신한공사를 해체하고 중앙토지행정처를 설치, '소작지 또는 소유지가 2정보 이하인 자로 매각토지의 소작인에게 우선권을 주고 그외 농민, 농업노동자, 해외에서 온 귀국농민, 북한에서 이주한 사람에게 매각하고, 농지의 대가는 당해 토지의 주생산물 연간 생산고의 3배로 하고 지불은 20%씩 15년간 연부로 현물납입하며, 분배된 농지의 매매, 임대차, 저당권 설정은 일정기간 금지한다.'는 조건으로 매각했다.
신한공사가 관리하던 토지는 경작지 27만여 정보, 택지, 산림을 합해 총 32만여 정보였으나, 미군정이 매각,분배한 것은 논과 밭에 한정되었으며, 이승만정권 수립까지 약 85%정도가 매각, 분배되었다.

## 같이 보기
- 미군정
- 신한공사
- 농지개혁법
- 귀속재산 불하(적산 불하)

## 참고 자료
- <한국근현대사사전: 1860∼1990>